# Kenn, Somerset
Kenn är en ort och civil parish i Storbritannien.   Den ligger i kommunen North Somerset och riksdelen England, i den södra delen av landet, 190 km väster om huvudstaden London. Kenn ligger 6 meter över havet och antalet invånare är 431.
Terrängen runt Kenn är platt åt nordväst, men åt sydost är den kuperad. Havet är nära Kenn åt nordväst. Runt Kenn är det tätbefolkat, med 493 invånare per kvadratkilometer. Närmaste större samhälle är Bristol, 18,1 km öster om Kenn. Trakten runt Kenn består i huvudsak av gräsmarker.